# Kamienica Izaaka Rothberga w Warszawie

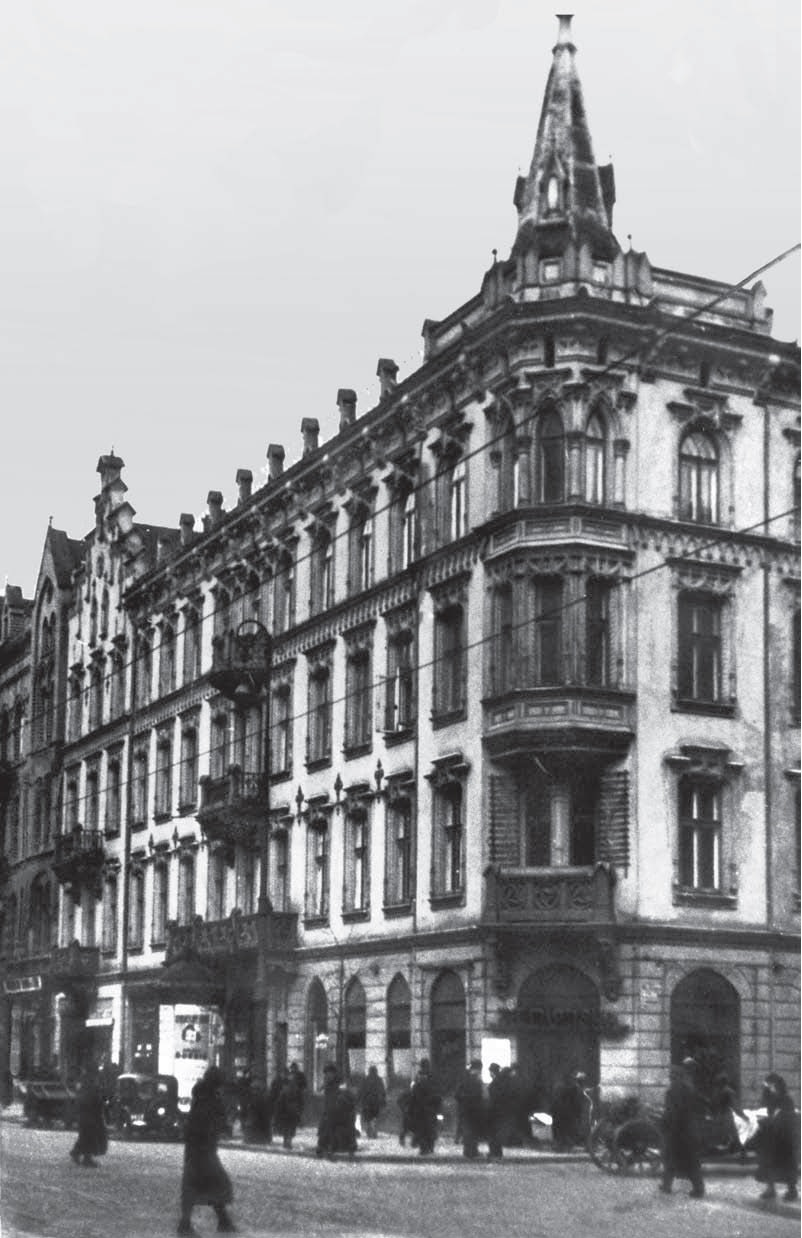
Kamienica Rothberga, 1894

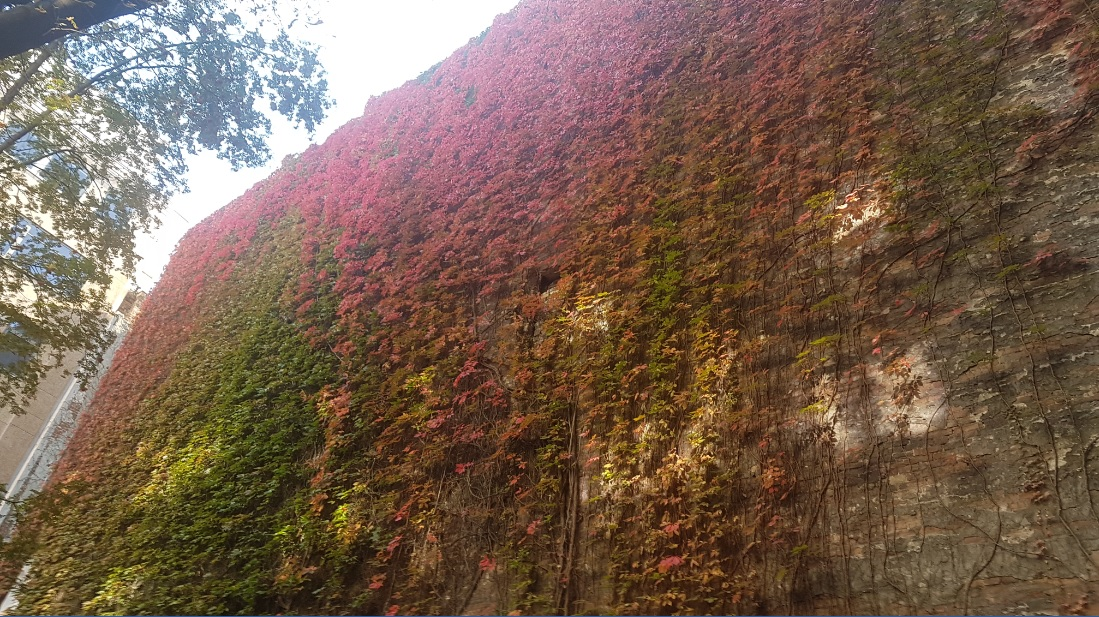
Winobluszcz na północnej ścianie kamienicy, 2018

Kamienica Izaaka Rothberga – zabytkowa kamienica znajdująca się przy ul. Marszałkowskiej 66 w Warszawie. Stanowi świadectwo nielicznie zachowanej zabudowy Marszałkowskiej sprzed 1939 r.

## Historia

### 1893–1945
Kamienicę zaprojektował architekt Stefan Szyller na zlecenie przedsiębiorcy budowlanego, Izaaka Rothberga. Zrealizowana została w 1894 według projektu w stylu neogotyckim z elementami gotycko-renesansowymi. Detale wzorowane były na gotyku krakowskim z XV-XVI, razem z sąsiednimi domami nr 68 i 72, wybudowanymi kilka lat później w stylu tzw. stołecznego neogotyku z widocznym nawiązaniem do wiślano-bałtyckich form.
W trakcie okupacji niemieckiej pomiędzy domami nr 68 i 66 istniało tajne przejście w murze, ukryte za szafą w jednym z mieszkań. Wykorzystywali je uciekinierzy z okolicznych łapanek hitlerowskich. Zachował się ubytek w północnej ścianie domu nr 66 w miejscu dawnego przejścia. W sierpniu 1944 powstańcy zdobyli odcinek ulicy Marszałkowskiej obejmujący nr 66[12].

### Po 1945
Kamienica przetrwała II wojnę światową w relatywnie dobrym stanie. W trakcie walk uszkodzona została partia narożnika, wskutek czego zniszczeniu uległ charakterystyczny sześcioboczny hełm zwieńczony sterczyną. Ślady pocisków po II wojnie światowej pozostały na północnej ścianie, ograniczającej podwórze bloku zwanego Domem Pisarzy i pokrytej w całości winobluszczem.
Po wojnie kamienica uniknęła rozbiórki. Remont dachu i stropów został prywatnie wykonany przez mieszkańców. Już w pierwszym roku po wojnie odrodziła się funkcja usługowo-rzemieślnicza kamienicy. W latach 50., w ramach poszerzania Marszałkowskiej i budowy MDM, skuto sztukaterię obu jego fasad i pokryto szarym tynkiem. Budynek ostał się, mimo że domagano się jego rozbiórki jako „bezwartościowego architektonicznie” i przygotowano koncepcję zabudowy działki, którą by uwolnił.
W budynku działała restauracja „Dziedzilia”. W latach 90. XX wieku otworzyła się w tym miejscu restauracja „Paris Texas”. Potem zastąpiła ją klubokawiarnia „Śródmiejska”, a w 2013 powstała restauracja „Secado” z daniami kuchni hiszpańskiej i amerykańskiej.
Po 2000 budynek przechodził jedynie drobne techniczne remonty. Mimo apeli o rewitalizację, m.in. Zespołu Opiekunów Kulturowego Dziedzictwa Warszawy czy Gazety Stołecznej, miasto zasłaniało się brakiem funduszy, przez co budynek wciąż pozostaje niepodłączony do centralnego ogrzewania. Temat zaniedbanej kamienicy powrócił w 2016, kiedy stowarzyszenie Miasto Jest Nasze nagłośniło sprawę ciężkiego położenia materialnego mieszkanki Sabiny Rzeczkowskiej, która pomagała w powstaniu warszawskim, a po wojnie odbudowywała budynek wraz z mężem Kazimierzem. Kamienicę umieszczono w 2012 w gminnej ewidencji zabytków Warszawy. W marcu 2019 Miasto Jest Nasze złożyło wniosek do wojewódzkiego konserwatora zabytków o wpis obiektu do rejestru zabytków, uzasadniając, za Zielińskim, że jest to „wyjątkowej klasy kamienica, autorstwa wybitnego architekta, powinna bezwzględnie zostać poddana kompleksowej rewaloryzacji”. Do MJN zgłosiła się wówczas dawna lokatorka kamienicy i uczestniczka powstania warszawskiego Adriana Kłosińska, opisując odbywające się w niej w trakcie okupacji spotkania konspiracyjne i swój powrót do kamienicy w styczniu 1945.
W 2019 kamienica została wpisana do rejestru zabytków. W uzasadnieniu Wojewódzki Konserwator Zabytków Jakub Lewicki podkreślił zachowane wartości artystyczne i naukowe. Kamienica została wpisana jako budynek o nieprzekształconej bryle, z zachowanym fragmentarycznie wystrojem zewnętrznym, unikatowym wystrojem przejazdu bramnego oraz licznymi oryginalnymi komponentami eklektycznego wystroju wnętrz.

## Styl
Kamienica Rothberga jest jednym z niewielu zachowanych spośród 150 domów mieszkalnych zaprojektowanych przez Stefana Szyllera. Szyller nadał kamienicy formę neogotycką, która odpowiadała wyborom doby późnego historyzmu (tzw. styl wiślano-bałtycki). Kamienica była pierwszym obiektem oddającym gotycko-renesansową odmianę, która miała odwoływać się do fazy przejściowej między późnym gotykiem a renesansem i dawać pole do współczesnych i narodowych interpretacji. Styl kamienicy wiąże się również z pojęciem „neogotyku wawelskiego”, gdyż Szyller „motywem przewodnim elewacji kamienicy uczynił formę okien nawiązującą do gotycko-renesansowych portali wawelskich”[.

### Detal architektoniczny
Konstrukcja budynku jest ceglana, na wapiennej zaprawie, z drewnianymi stropami i ogniotrwałymi klatkami schodowymi. Elewacje urozmaicono neogotyckimi szczytami schodkowymi, z których przetrwał południowy od ul. Wilczej, na którym widać oryginalne gotycyzowane cyfry ,,18…94’’ i metalowy wiatrowskaz.
Fasadę frontową i boczną rozdziela ścięty narożnik, w którym, na wysokości drugiego i trzeciego piętra, osadzono trójboczny wykusz z węższymi od całej reszty oknami. Do 1944 nakrywał go belwederek z sześciobocznym hełmem i wieńczącą sterczyną. Pod wykuszem na wysokości pierwszego piętra przetrwał oryginalny balkon z balustradą „z betonu w formie triady ażurowych rozet, wypełnionych motywem rybich pęcherzy”. Oprócz narożnego przetrwały jeszcze trzy tego typu balkony, a ponadto dwa o eklektycznie kutej balustradzie metalowej. Wystrój elewacji, w tym „wawelską” dekorację okien, skuto w latach 50..
Do dzisiaj zachował się układ przejazdu bramnego, umieszczony w środkowej osi elewacji od ul. Marszałkowskiej. Trójprzęsłowa konstrukcja, spięta gurtem łukowym i sklepieniami krzyżowymi, spływającymi na przyścienne filary, odznacza się bogatą dekoracją laskowania i portali obwiedzionych profilowanymi ramami, a zamkniętymi supraportami. Również drewniane drzwi na główną klatkę schodkową prezentują wysoki poziom stolarki i wieńczy je ostrołukowe nadświetle, wypełnione gotyckim maswerkiem.
Przetrwał wystrój klatki głównej. Posadzki składają się z białych płytek ceramicznych i dwóch wzorów płytek terakotowych o motywach liściastych. Otoczone są czterokolorową bordiurą. Schody i parapety w we wnękach okiennych na półpiętrach o półeliptycznym kształcie są marmurowe. Metaloplastyka balustrad poręczy cechuje się falistymi zwitkami w kształcie litery „S”. Zachowały się dekoracje dwuskrzydłowych drzwi, „wyróżniających się obfitym ornamentem kandelabrowym, rytym wąskimi liniami w płytach. Dwustopniowa supraporta składa się z fryzu ujętego spływami o kanciastych zwitkach i wypełnionego prostokątną płytą, przeciętą pośrodku dwustopniowym krążkiem, oraz zwieńczenia mającego kształt ujętej esownicami leżącej kamei eliptycznej, zwieńczonej rocaillem”, a ponadto „na czołowych ścianach podestów pięter zachowała się dekoracja sztukatorska w postaci pionowej eliptycznej ramy profilowanej, zawieszonej na kokardzie ujętej owocowo-liściastymi girlandami”.